# هوغو بار
هوغو بار هو فيزيائي ولاعب شطرنج وسياسي نرويجي، ولد في 23 أبريل 1947. حزبياً، نشط في حزب العمال.

## روابط خارجية
- هوغو بار على موقع الاتحاد الدولي للشطرنج (الإنجليزية)
- هوغو بار على موقع 365Chess.com (الإنجليزية)
- هوغو بار على موقع Chesstempo.com (الإنجليزية)